# Richmond & Holmes Company
Richmond & Holmes Company war ein US-amerikanischer Hersteller von Automobilen.

## Unternehmensgeschichte
Die Brüder Richmond gründeten 1895 das Unternehmen in St. Johns in Michigan als mechanische Werkstätte. Sie stellten ab 1896 Stationärmotoren her. 1900 übernahm ein Herr Holmes eine Hälfte des Unternehmens. Es heißt, dass er damit Arbeitsplätze für seine Söhne sicherstellen wollte. 1902 begann die Produktion von Automobilen. Der Markenname lautete Ideal. Pläne beliefen sich zunächst auf zehn Fahrzeuge. 1904 endete die Produktion. Insgesamt entstanden zwei oder drei Fahrzeuge. Eines davon kaufte ein Fotograf aus St. Johns.
Es gab mehrere US-amerikanische Hersteller von Personenkraftwagen der Marke Ideal: Ideal Automobile Manufacturing Company, Richmond & Holmes Company, B. & P. Company, Ideal Motor Vehicle Company, Ideal Runabout Manufacturing Company, Bethlehem Automobile Company, Ideal Electric Vehicle Company, Ideal Shop und Bethlehem Motor Truck Company.

## Fahrzeuge
Die Fahrzeuge hatte einen Ottomotor. Die Karosserien waren offen.